# Теплицька сільська територіальна громада
Теплицька сільська територіальна громада — територіальна громада в Україні, Болградському районі Одеської області. Утворена внаслідок адміністративно-територіальної реформи в Україні. Об'єдналися Теплицька, Веселокутська, Мирнопільська сільські ради. 
19 липня 2020 року, в результаті адміністративно-територіальної реформи і ліквідації Арцизького району, громада увійшлао до складу новоутвореного Болградського району. 
15 липня 2025 року, відповідно до наказу №1151 Міністерства розвитку громад та територій України, територія громади входить до оновленого переліку територій бойових дій.  

## Склад громади
У складі громади 5 сіл:
- Веселий Кут
- Мирнопілля
- Новий Париж
- Садове
- Теплиця (адміністративний центр)

## Водойми
річка Когильник